# Gran Premi Ciclista de Quebec 2014
El Gran Premi Ciclista de Quebec 2014 fou la cinquena edició del Gran Premi Ciclista del Quebec. La cursa es disputà el 12 de setembre de 2014. Aquesta fou la 25a prova de l'UCI World Tour 2014. Junt al Gran Premi Ciclista de Mont-real, que es disputa dos dies més tard, és una de les dues proves World Tour que es disputen a Amèrica del Nord.
El vencedor fou l'australià Simon Gerrans (Orica-GreenEDGE), que s'imposà a l'esprint a Tom Dumoulin (Plantilla:GIS-) i Ramūnas Navardauskas (Garmin-Sharp), segon i tercer respectivament.

## Participants
El 18 equips UCI World Tour són presents en aquesta cursa, així com l'equip nacional del Canadà, per totalitzar un gran grup de 19 equips:
| - AG2R La Mondiale - Astana Qazaqstan Team - Belkin Pro Cycling Team - BMC Racing Team - Selecció del Canadà - Cannondale - FDJ - Garmin-Sharp - Giant-Shimano - Team Katusha | - Lampre-Merida - Lotto-Belisol - Movistar Team - Omega Pharma-Quick Step - Orica-GreenEDGE - Team Europcar - Team Sky - Team Tinkoff-Saxo - Trek Factory Racing |

## Classificació final
| #  | Ciclista                   | Equip                   | Temps      | Punts UCI |
| -- | -------------------------- | ----------------------- | ---------- | --------- |
| 1  | Simon Gerrans (AUS)        | Orica-GreenEDGE         | 5h 38' 26" | 80        |
| 2  | Tom Dumoulin (NED)         | Giant-Shimano           | m. t.      | 60        |
| 3  | Ramūnas Navardauskas (LTU) | Garmin-Sharp            | s.t.       | 50        |
| 4  | Daryl Impey (RSA)          | Orica-GreenEDGE         | m. t.      | 40        |
| 5  | Greg Van Avermaet (BEL)    | BMC Racing Team         | m. t.      | 30        |
| 6  | Gianni Meersman (BEL)      | Omega Pharma-Quick Step | m. t.      | 22        |
| 7  | Sep Vanmarcke (BEL)        | Belkin Pro Cycling Team | m. t.      | 14        |
| 8  | Enrico Gasparotto (ITA)    | Astana Qazaqstan Team   | m. t.      | 10        |
| 9  | Tony Gallopin (FRA)        | Lotto-Belisol           | m. t.      | 6         |
| 10 | Bauke Mollema (NED)        | Belkin Pro Cycling Team | m. t.      | 2         |